# أبراهام جاكوبي
أبراهام جاكوبي (بالألمانية: Abraham Jacobi )‏ (و. 1830 – 1919 م) هو طبيب، وأستاذ جامعي، وطبيب أطفال من ألمانيا، والولايات المتحدة، كان عضوًا في الأكاديمية الأمريكية للفنون والعلوم، توفي عن عمر يناهز 89 عاماً.

## التعليم
تعلم في جامعة غوتينغن، وجامعة بون.

## روابط خارجية
- أبراهام جاكوبي على موقع الموسوعة البريطانية (الإنجليزية)